# Pascal Eenkhoorn
Pascal Eenkhoorn (Genemuiden, Países Baixos, 8 de fevereiro de 1997) é um ciclista profissional neerlandês, membro da equipa Team Jumbo-Visma. Apesar desta contratação, foi expulso da equipa por ter em posse medicamentos para dormir não fornecidos pela equipa, o que supunha uma violação das normas internas da equipa. Finalmente só foi suspenso pela sua equipa durante dois meses.

## Palmarés
- 2013
  -  Medalha de prata da corrida em linha no Festival olímpico da juventude europeia
  - 3.º do campeonato dos Países Baixos do contrarrelógio cadetes
- 2014
  -     - 2.ºa etapa de Aubel-Thimister-La Gleize (contrarrelógio por equipas)

  - 2.º do campeonato dos Países Baixos do contrarrelógio juniores
  - 2.º de Aubel-Thimister-La Gleize
  - 3.º do Grande Prêmio Bati-Metallo
- 2015
  - La Bernaudeau Junior
  - Grande Prêmio André Noyelle
  - Tour de l'Eure juniores
  - 2.º do campeonato dos Países Baixos em estrada juniores
  - 2.º do campeonato dos Países Baixos do contrarrelógio juniores
  - 2.º de Paris-Roubaix juniores
- 2016
  - Grande Prêmio de la Magne
  - 2.º do campeonato dos Países Baixos do contrarrelógio esperanças
- 2017
  - Tour de Olympia, mais 1 etapa

- 2018
  - 1 etapa da Settimana Coppi e Bartali
  - 1 etapa do Colorado Classic

- 2020
  - 1 etapa da Settimana Coppi e Bartali

- 2021
  - Flecha de Heist

- 2022
  - Campeonato dos Países Baixos em Estrada

## Resultados em Grandes Voltas
| Corrida | Corrida         | 2018 | 2019 | 2020 | 2021 | 2022 |
| ------- | --------------- | ---- | ---- | ---- | ---- | ---- |
|         | Giro d'Italia   | —    | —    | —    | —    | 62.º |
|         | Tour de France  | —    | —    | —    | —    | —    |
|         | Volta a Espanha | —    | —    | —    | —    | —    |

—: não participa
Ab.: abandono